# Iwantejewka
Iwantejewka (russisch Ивантеевка) ist eine Stadt in der Oblast Moskau, Russland. 
Sie liegt 41 km nordöstlich von Moskau und hat 58.626 Einwohner (Stand 14. Oktober 2010).

## Geschichte
Erstmals erwähnt wurde Iwantejewka als Wantejewo im Jahr 1586. Ursprünglich gehörte das Dorf dem Dreifaltigkeitskloster von Sergijew Possad. Im 16. Jahrhundert entstand nahe der heutigen Stadt die erste Papiermühle in Russland. Seitdem galt der Ort als bedeutendes Zentrum für Papierherstellung. Im 19. Jahrhundert entstand dort zusätzlich eine Textilfabrik, die sich mit ihrer Produktion einen überregional guten Ruf erwarb. 1938 erhielt die Industriesiedlung Iwantejewka Stadtrechte.

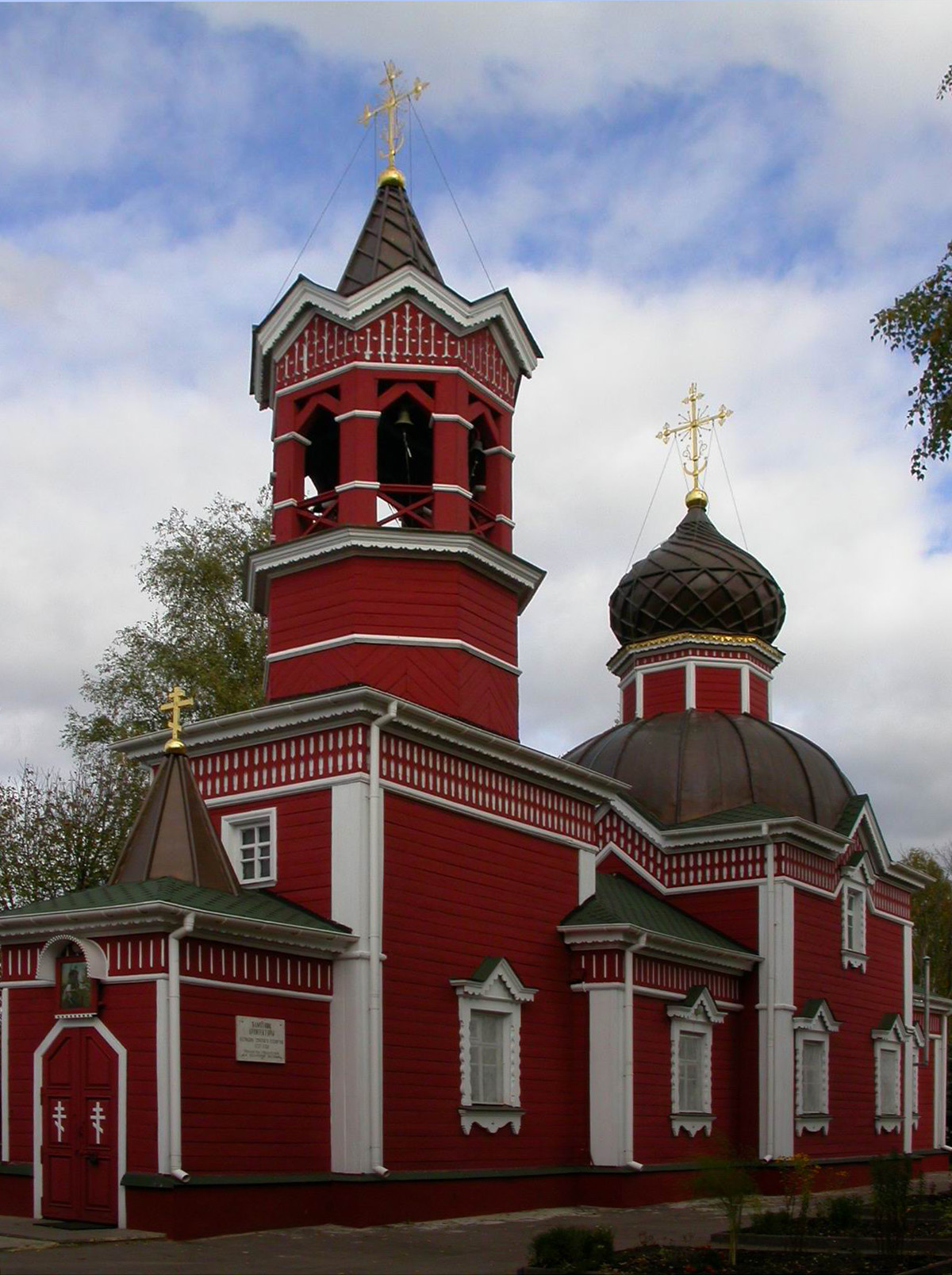
Georgskirche (1737)
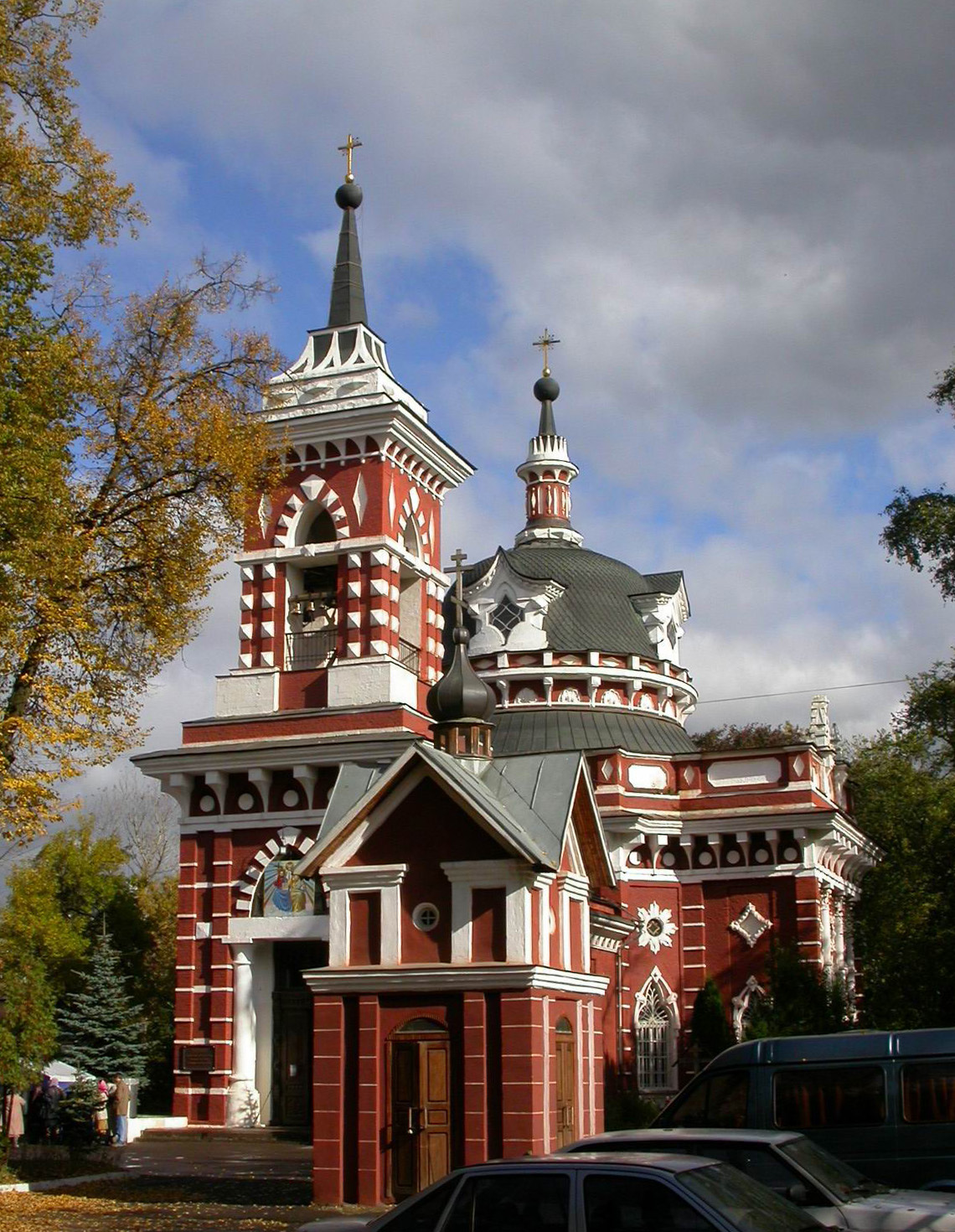
Kirche der Gottesmutter von Smolensk (1808)

### Bevölkerungsentwicklung
| Jahr | Einwohner |
| ---- | --------- |
| 1897 | 1.200     |
| 1926 | 4.100     |
| 1939 | 22.207    |
| 1959 | 30.945    |
| 1970 | 35.778    |
| 1979 | 46.914    |
| 1989 | 53.140    |
| 2002 | 51.454    |
| 2010 | 58.626    |

Anmerkung: Volkszählungsdaten (bis 1926 gerundet)

## Wirtschaft und Verkehr
Der bekannteste Betrieb Iwantejewkas ist die 1875 gegründete Textilfabrik Iwantejewski Trikotasch, außerdem gibt es im Ort noch zwei weitere Textilbetriebe. Des Weiteren sind eine Papierfabrik, eine Fabrik zur Herstellung von Anlagen für die Nahrungsmittelindustrie, eine Brot- und eine Möbelfabrik vor Ort tätig.
Die Stadt liegt unweit der Fernstraße M8 und ist über eine von Nahverkehrszügen befahrene Nebenstrecke der Transsibirischen Eisenbahn an das Bahnnetz der Moskauer Oblast angebunden.

## Sehenswürdigkeiten
Zu den Sehenswürdigkeiten Iwantejewkas gehören unter anderem die Kirche der Gottesmutter von Smolensk aus dem Jahre 1808 sowie ein Arboretum, das 1933 angelegt wurde.

## Söhne und Töchter der Stadt
- Alexander Iwantschenkow (* 1940), Kosmonaut